# Jenifer (artist)
Jenifer Bartoli, född 15 november 1982 i Nice, mer känd som bara Jenifer, är en fransk sångerska.

## Karriär
År 2001 deltog Jenifer i den första säsongen av TV-programmet Star Academy i Frankrike. Säsongen avslutades året därpå och Jenifer stod då som vinnare. Efter segern släppte hon sin debutsinel "J'attends l'amour", följt av det självbetitlade debutalbumet Jenifer. Albumet sålde fler än 750 000 exemplar i Frankrike och alla fyra singlar som gavs ut från skivan nådde topp-10-placeringar på den franska singellistan. År 2004 släpptes hennes andra album Le Passage och år 2007 hennes tredje album Lunatique. Det senare blev hennes första att toppa den franska albumlistan efter att hennes två första nått andra plats. Även i Belgien (Vallonien) nådde hennes tre första album topp-3-placeringar. Hennes första livealbum Jenifer fait son live släpptes år 2005. År 2010 gav hon ut sitt fjärde album Appelle-moi Jen. Mellan år 2004 och 2011 vann hon priset för "bästa franska kvinnliga artist" vid NRJ Music Awards hela sex gånger. År 2004 vann hon även priset för "bästa franska artist" vid MTV Europe Music Awards. Hon har deltagit i välgörenhetskonserten Les Enfoirés varje år mellan 2003 och 2012, dvs. tio gånger totalt.
År 2012 släpptes "Sur le fil" som den första singeln från hennes femte album L'Amour et Moi. Den nådde tjugofjärde plats i Frankrike och elfte plats i Belgien (Vallonien). Den officiella musikvideon hade fler än 2,3 miljoner visningar på Youtube i februari 2013.

## Diskografi

### Studioalbum
- 2002 - Jenifer
- 2004 - Le Passage
- 2007 - Lunatique
- 2010 - Appelle-moi Jen
- 2012 - L'Amour et moi
- 2013 - Ma Déclaration
- 2016 - Paradis secret
- 2018 - Nouvelle page

### Livealbum
- 2005 - Jenifer fait son live

### Singlar
- 2002 - "Gimme! Gimme! Gimme! (A Man After Midnight)" (med Star Academy)
- 2002 - "J'attends l'amour"
- 2002 - "Au soleil"
- 2002 - "Des mots qui résonnent!"
- 2003 - "Donne-moi le temps"
- 2004 - "Ma révolution"
- 2004 - "Le souvenir de ce jour"
- 2005 - "C'est de l'or"
- 2005 - "Serre-moi"
- 2007 - "Tourner ma page"
- 2008 - "Comme un hic"
- 2008 - "Si c'est une île"
- 2010 - "Je danse"
- 2011 - "L'envers du paradis"
- 2011 - "L'amour fou"
- 2012 - "Sur le fil"
- 2012 - "L'amour et moi"
- 2013 - "Les jours électriques"